# Alpha Circini
Alpha Circini (α Cir, α Circini) là một ngôi sao biến đổi trong chòm sao hình tròn mờ, nằm ở phía nam của chòm sao Viên Quy. Ở cường độ thị giác rõ ràng là 3,19, nó là ngôi sao sáng nhất trong chòm sao và có thể dễ dàng nhìn thấy bằng mắt thường từ bán cầu nam. Các phép đo thị sai của ngôi sao này mang lại khoảng cách ước tính là 54,0 năm ánh sáng (16,6 parsec) tính từ Trái đất.
Ngôi sao này thuộc về một lớp các biến được gọi là sao Ap dao động nhanh. Nó dao động với nhiều chu kỳ xung không xuyên tâm và chu kỳ chi phối là 6,8 phút  Phổ của nó cho thấy các tính năng đặc biệt gây ra bởi sự phân tầng hóa học của khí quyển bên ngoài. Nó hiển thị sự thiếu hụt vừa phải của carbon, nitơ và oxy, trong khi có sự dư thừa của crom (Cr). Phân loại sao của A7   Vp   SrCrEu  chỉ ra rằng đây là một chuỗi chính sao với mức độ nâng cao của stronti (Sr), crom, và europi (Eu) trong bầu khí quyển của nó (so với một ngôi sao điển hình như Mặt Trời).
Khối lượng của Alpha Circini bằng khoảng 150% đến 170% khối lượng Mặt trời  và nó có bán kính gấp đôi Mặt trời, trong khi đó độ sáng gấp hơn 10 lần so với độ sáng của Mặt trời. Nhiệt độ hiệu quả của lớp vỏ ngoài là khoảng 7.500 K, tạo cho nó màu trắng đặc trưng của các ngôi sao loại A.  Nó đang quay với thời gian là 4,5 ngày và cực nghiêng khoảng 37 ± 4° so với đường ngắm từ Trái đất.
Dựa trên vị trí và chuyển động trong không gian, Alpha Circini là thành viên ứng cử viên của một nhóm động học sao được gọi là nhóm di chuyển Beta Pictoris. Nhóm này có chung nguồn gốc và có tuổi ước tính khoảng 12 triệu năm. Khi nhóm này ra đời, Alpha Circini được ước tính nằm ở khoảng cách khoảng 91 ly (28 pc) tính từ trung tâm của tập hợp.